# مغزی (شیر)

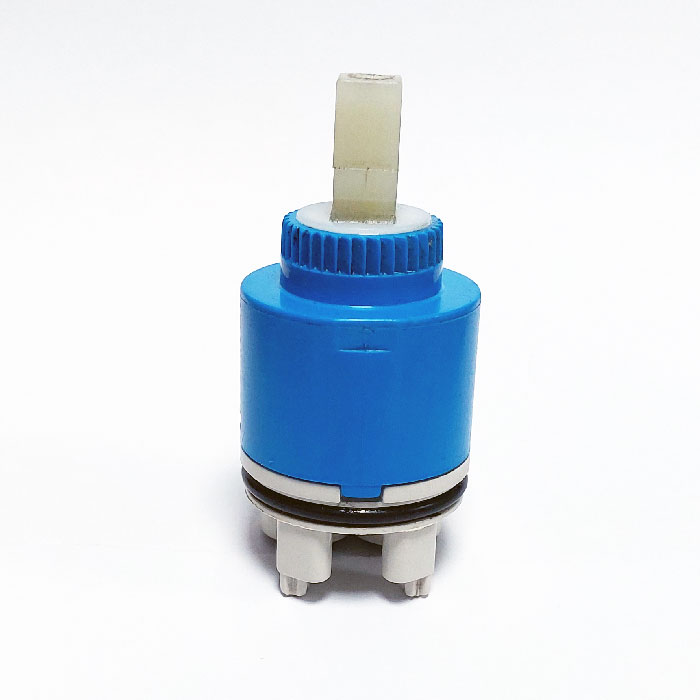
کارتریج-شیر-اهرمی

مغزی مختص شیرآلات کلاسیک است. شیرآلات اهرمی فاقد مغذی می‌باشند و در عوض دارای کارتریج هستند. مغزی از قسمت‌های زیر تشکیل شده‌است:
- حلزونی
- مهره و درپوش
- مهره نگه دارنده
- دستگیره
- واشر تخت فیبری یا پلاستیکی مغزی و نحوه تعویض آن.

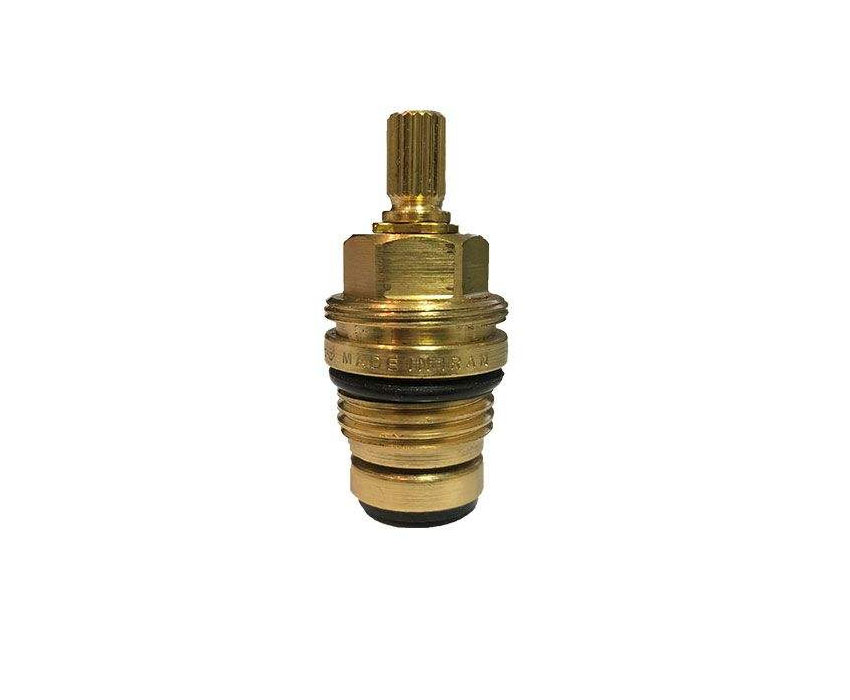
مغزی-شیر

این واشر وظیفه آب‌بندی محل اتصال مغزی به بدنهٔ شیر را به عهده دارد. پس همه مراحل تعویض آن مشابه واشرهای قبل است و سر مغزی همانند واشر تخت عوض می‌شود.